# Apoclea trivialis
Apoclea trivialis là một loài ruồi trong họ Asilidae. Apoclea trivialis được Loew miêu tả năm 1873. Loài này phân bố ở vùng Cổ Bắc giới.